# 卡賴科濟夫卡
50°0′28″N 35°8′30″E / 50.00778°N 35.14167°E
卡賴科濟夫卡（烏克蘭語：Карайкозівка）是位於烏克蘭東部的村莊，由哈爾科夫州博霍杜希夫區的克拉斯諾庫特斯克市鎮負責管轄。該村始建於1792年，面積1.03平方公里，海拔高度126米，2001年人口35，人口密度每平方公里33.7人。